# اسکات یافه
اسکات یافه (به انگلیسی: Scott Yaphe) (زاده ۱۶ فوریهٔ ۱۹۷۰ ) بازیگر، کمدین کانادایی است.
از فیلم‌های معروف او می‌توان به بازی در فیلم تاکسیدو اشاره کرد.